# Coupe du monde de beach soccer 2007
Navigation
2006 2008
La Coupe du monde de beach soccer 2007 est la troisième édition organisée par la FIFA. Elle a lieu pour la troisième et dernière fois d'affilée sur la plage de Copacabana à Rio de Janeiro (Brésil) du 2 au 11 novembre, et voit s'imposer l'équipe hôte, le Brésil, face au Mexique 8-2. Lors du match pour la 3e place, l'Uruguay bat aux tirs au but l'équipe de France.

## Acteurs de la coupe du monde

### Équipes qualifiées pour la phase finale
| Afrique (CAF) - Nigeria - Sénégal Amérique du Nord, Amérique Centrale et Caraïbes (CONCACAF) - États-Unis - Mexique Amérique du Sud (CONMEBOL) - Argentine - Brésil, champion du monde en titre et pays hôte - Uruguay | Asie (AFC) - Émirats arabes unis - Iran - Japon Europe (UEFA) - Espagne - France - Italie - Portugal - Russie Océanie (OFC) - Salomon |

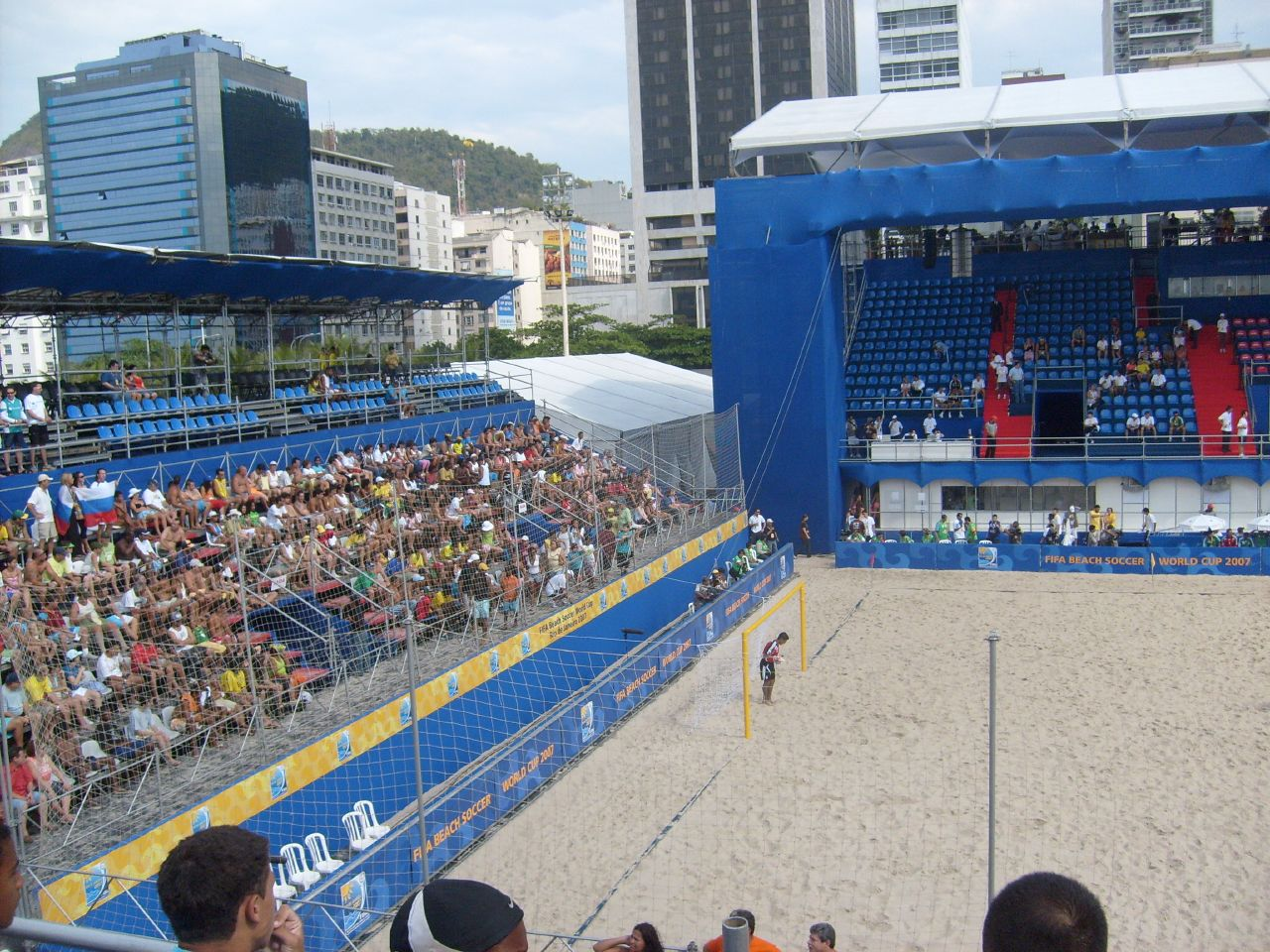
Stade de Copacabana

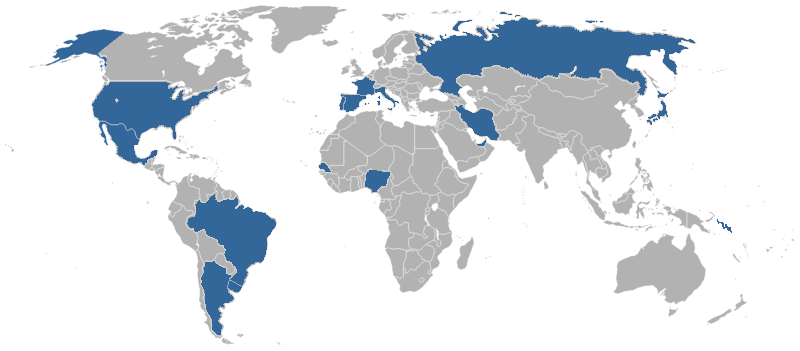
Équipes participant à la Coupe du monde.

### Arbitres
| - Michele Conti - Ruben Eiriz - Stephan Faessler - Carlos Ferreira - István Mészáros - Sylvain Palhies - Fabio Polito - George Postma - Sergejus Slyva | - Erick Chavarria - Franklin Quesada | - Renato De Carlos - Ivo De Moraes - Joao Alberto Duarte - Hernan Fernandez - Pedro Infantes - Alberto Moreira - Juan Rodriguez | - Waleed Al Ali - Zhiwei Geng - Faisal Sallam - Ali Sharifat | - Mohamed Morsi |

## Phase de groupes

### Règlement
- 16 équipes réparties dans 4 groupes composés chacun de 4 équipes se disputeront les deux premières places qualificatives pour les quarts de finale.

- La rencontre se déroule en 3 périodes de 12 minutes chacune.

- Une victoire dans le temps réglementaire vaut trois points, une victoire en prolongation ou aux tirs au but vaut deux points et toute défaite vaut zéro point. En cas de résultat nul à l'issue du temps réglementaire, les deux équipes prennent part à une prolongation de 3 minutes, puis si elles ne se sont toujours pas départagées à une séance de tirs au but.

- Un carton rouge est synonyme d'exclusion pendant 2 minutes, puis de non-participation pour match suivant.

- Les critères suivants départagent les équipes en cas d'égalité :

1. le plus grand nombre de points obtenus dans les matches de groupe entre les équipes à égalité ;
2. la différence de buts particulière dans les matches de groupe entre les équipes à égalité ;
3. le plus grand nombre de buts marqués dans les matches de groupe entre les équipes à égalité ;
4. la différence de buts dans tous les matches du groupe ;
5. le plus grand nombre de buts marqués dans tous les matches du groupe ;
6. le plus petit nombre de cartons rouges dans tous les matches du groupe ;
7. le plus petit nombre de cartons jaunes dans tous les matches du groupe ;
8. tirage au sort par la commission d’organisation de la FIFA[1].

### Groupe A
| Rang | Équipe  | Pts | J | G | Gt | P | Bp | Bc | Diff |
| ---- | ------- | --- | - | - | -- | - | -- | -- | ---- |
| 1    | Brésil  | 8   | 3 | 2 | 1  | 0 | 19 | 8  | +11  |
| 2    | Mexique | 5   | 3 | 1 | 1  | 1 | 12 | 11 | +1   |
| 3    | Russie  | 3   | 3 | 1 | 0  | 2 | 9  | 6  | +3   |
| 4    | Salomon | 0   | 3 | 0 | 0  | 3 | 7  | 22 | -15  |

     Équipe qualifiée ou victorieuse; Pts = points; J = joués; G = gagnés; Gt = gagnés en prolongation ou aux tirs au but; P = perdus;

Bp = buts pour; Bc = buts contre; Diff = différence de buts
| 2 novembre 2007 9:30 (UTC-3) | Russie                    | 2–2 (a.p.)           | Mexique                       | Plage de Copacabana, Rio de Janeiro             |                                                 |
|                              | Shkarin 32e · Chaïkov 35e |                      | Villalobos 14e · Gonzales 28e | Spectateurs : 8 000 Arbitrage : Erick Chavarria | Spectateurs : 8 000 Arbitrage : Erick Chavarria |
|                              | Rapport                   |                      |                               | Spectateurs : 8 000 Arbitrage : Erick Chavarria | Spectateurs : 8 000 Arbitrage : Erick Chavarria |
| Bolabanov · Shakmelyan       | Tirs au but 1–2           | Villalobos · Rosales |                               | Spectateurs : 8 000 Arbitrage : Erick Chavarria | Spectateurs : 8 000 Arbitrage : Erick Chavarria |

| 2 novembre 2007 11:00 (UTC-3) | Brésil | 11–2 | Salomon                                    | Plage de Copacabana, Rio de Janeiro         |                                             |
|                               | Buru 2e 24e 31e (pen.) · Júnior Negão 6e 36e · Daniel 13e 29e · Bruno 15e 27e · Sidney 23e 23e · Duda 35e 36e |      | Naka 16e 27e 36e · Mela 23e · Omokirio 35e | Spectateurs : 9 500 Arbitrage : Ruben Eiriz | Spectateurs : 9 500 Arbitrage : Ruben Eiriz |
|                               | Rapport |      |                                            | Spectateurs : 9 500 Arbitrage : Ruben Eiriz | Spectateurs : 9 500 Arbitrage : Ruben Eiriz |

| 4 novembre 2007 11:00 (UTC-3) | Mexique                                                                        | 4–6 | Brésil                                                                     | Plage de Copacabana, Rio de Janeiro               |                                                   |
|                               | Plata 5e · Gonzales 10e · Villalobos 12e · Gonzales 15e · Cati 20e · Pozos 34e |     | Buru 10e 11e 21e · André 11e · Júnior Negão 25e · Bruno 25e · Benjamin 34e | Spectateurs : 10 000 Arbitrage : Stephan Faessler | Spectateurs : 10 000 Arbitrage : Stephan Faessler |
|                               | Rapport                                                                        |     |                                                                            | Spectateurs : 10 000 Arbitrage : Stephan Faessler | Spectateurs : 10 000 Arbitrage : Stephan Faessler |

| 4 novembre 2007 12:30 (UTC-3) | Salomon               | 2–5 | Russie                                                   | Plage de Copacabana, Rio de Janeiro          |                                              |
|                               | Hale 19e · Anisua 27e |     | Leonov 1re 19e 19e 30e · Shishin 2e 19e · Shakmelyan 24e | Spectateurs : 3 000 Arbitrage : Ali Sharifat | Spectateurs : 3 000 Arbitrage : Ali Sharifat |
|                               | Rapport               |     |                                                          | Spectateurs : 3 000 Arbitrage : Ali Sharifat | Spectateurs : 3 000 Arbitrage : Ali Sharifat |

| 6 novembre 2007 11:00 (UTC-3)                                     | Brésil                 | 2–2 (a.p.)                                                                         | Russie          | Plage de Copacabana, Rio de Janeiro             |                                                 |
|                                                                   | André 19e · Sidney 33e |                                                                                    | Shishin 30e 31e | Spectateurs : 6 000 Arbitrage : István Mészáros | Spectateurs : 6 000 Arbitrage : István Mészáros |
|                                                                   | Rapport                |                                                                                    |                 | Spectateurs : 6 000 Arbitrage : István Mészáros | Spectateurs : 6 000 Arbitrage : István Mészáros |
| Júnior Negão · Benjamin · Daniel · Sidney · Mão · Betinho · Bruno | Tirs au but 5–4        | Bolabanov · Pavlikov · Gorchinskiy · Gorodnov · Shishin · Boukhlitski · Shakmelyan |                 | Spectateurs : 6 000 Arbitrage : István Mészáros | Spectateurs : 6 000 Arbitrage : István Mészáros |

| 6 novembre 2007 14:00 (UTC-3) | Salomon         | 3–6 | Mexique                                                         | Plage de Copacabana, Rio de Janeiro            |                                                |
|                               | Naka 4e 22e 34e |     | Rosales 9e 17e · Plata 14e 29e · Villalobos 27e 29e · Pozos 35e | Spectateurs : 1 000 Arbitrage : Sergejus Slyva | Spectateurs : 1 000 Arbitrage : Sergejus Slyva |
|                               | Rapport         |     |                                                                 | Spectateurs : 1 000 Arbitrage : Sergejus Slyva | Spectateurs : 1 000 Arbitrage : Sergejus Slyva |

### Groupe B
| Rang | Équipe     | Pts | J | G | Gt | P | Bp | Bc | Diff |
| ---- | ---------- | --- | - | - | -- | - | -- | -- | ---- |
| 1    | Espagne    | 6   | 3 | 2 | 0  | 1 | 16 | 11 | +5   |
| 2    | Portugal   | 4   | 3 | 0 | 2  | 1 | 11 | 12 | -1   |
| 3    | États-Unis | 3   | 3 | 1 | 0  | 2 | 16 | 20 | -4   |
| 4    | Iran       | 3   | 3 | 1 | 0  | 2 | 14 | 14 | 0    |

     Équipe qualifiée ou victorieuse; Pts = points; J = joués; G = gagnés; Gt = gagnés en prolongation ou aux tirs au but; P = perdus;

Bp = buts pour; Bc = buts contre; Diff = différence de buts
| 2 novembre 2007 12:30 (UTC-3) | Portugal                       | 3–3 (a.p.)  | Iran                                                     | Plage de Copacabana, Rio de Janeiro           |                                               |
|                               | Alan 4e 14e 21e · Belchior 10e |             | Naderi 10e · Mesigar 19e (pen.) · Dara 30e · Aligoli 34e | Spectateurs : 3 000 Arbitrage : Ivo De Moraes | Spectateurs : 3 000 Arbitrage : Ivo De Moraes |
|                               | Rapport                        |             |                                                          | Spectateurs : 3 000 Arbitrage : Ivo De Moraes | Spectateurs : 3 000 Arbitrage : Ivo De Moraes |
| Belchior                      | Tirs au but 1–0                | Ghorbanpour |                                                          | Spectateurs : 3 000 Arbitrage : Ivo De Moraes | Spectateurs : 3 000 Arbitrage : Ivo De Moraes |

| 2 novembre 2007 14:00 (UTC-3) | États-Unis                                                      | 4–8 | Espagne                                                                          | Plage de Copacabana, Rio de Janeiro            |                                                |
|                               | Xexeo 12e 31e · Albuquerque 13e 26e · Ibsen 17e · Chimienti 27e |     | Nico 2e 31e · Beiro 12e · Rumbo 14e · Alvarez 16e 23e 31e · Amarelle 24e 34e 34e | Spectateurs : 2 000 Arbitrage : Juan Rodriguez | Spectateurs : 2 000 Arbitrage : Juan Rodriguez |
|                               | Rapport                                                         |     |                                                                                  | Spectateurs : 2 000 Arbitrage : Juan Rodriguez | Spectateurs : 2 000 Arbitrage : Juan Rodriguez |

| 4 novembre 2007 9:30 (UTC-3) | Espagne                                                             | 4–2 | Portugal                                            | Plage de Copacabana, Rio de Janeiro          |                                              |
|                              | Nico 11e 36e · Amarelle 14e · J.Torres 19e (pen.) · Alvarez 22e 31e |     | Marinho 19e · Bilro 23e · Madjer 30e · Belchior 36e | Spectateurs : 8 000 Arbitrage : Fabio Polito | Spectateurs : 8 000 Arbitrage : Fabio Polito |
|                              | Rapport                                                             |     |                                                     | Spectateurs : 8 000 Arbitrage : Fabio Polito | Spectateurs : 8 000 Arbitrage : Fabio Polito |

| 4 novembre 2007 14:00 (UTC-3) | Iran                                                                                             | 6–7 | États-Unis                                                                                       | Plage de Copacabana, Rio de Janeiro           |                                               |
|                               | Abdollahi 2e 8e · Aligoli 17e · Ahmadzadeh 18e 18e · Davoudi 28e · Ghorbanpour 31e · Mesigar 35e |     | Nolz 8e (pen.) 23e · Silva 9e 34e · Chimenti 10e 31e · Ibsen 12e 34e · Morales 20e · Astorga 23e | Spectateurs : 4 000 Arbitrage : George Postma | Spectateurs : 4 000 Arbitrage : George Postma |
|                               | Rapport                                                                                          |     |                                                                                                  | Spectateurs : 4 000 Arbitrage : George Postma | Spectateurs : 4 000 Arbitrage : George Postma |

| 6 novembre 2007 9:30 (UTC-3) | Espagne                                                | 4–5 | Iran                                                                           | Plage de Copacabana, Rio de Janeiro           |                                               |
|                              | C.Torres 5e · Beiro 14e · J.Torres 14e 34e · Rumbo 34e |     | Mesigar 6e · Boulokbashi 6e · Ghorbanpour 8e 34e · Aligoli 9e · Ahmadzadeh 20e | Spectateurs : 2 000 Arbitrage : Mohamed Morsi | Spectateurs : 2 000 Arbitrage : Mohamed Morsi |
|                              | Rapport                                                |     |                                                                                | Spectateurs : 2 000 Arbitrage : Mohamed Morsi | Spectateurs : 2 000 Arbitrage : Mohamed Morsi |

| 6 novembre 2007 12:30 (UTC-3) | États-Unis                                                              | 5–6 (a.p.) | Portugal                                                                        | Plage de Copacabana, Rio de Janeiro             |                                                 |
|                               | Astorga 17e 21e · Xexeo 26e · Nolz 26e · Chimenti 30e · Albuquerque 35e |            | Madjer 2e 2e 34e · Bilro 7e 25e 39e · Alan 14e 18e · Barraca 20e 24e · Loja 21e | Spectateurs : 2 000 Arbitrage : Sylvain Palhies | Spectateurs : 2 000 Arbitrage : Sylvain Palhies |
|                               | Rapport                                                                 |            |                                                                                 | Spectateurs : 2 000 Arbitrage : Sylvain Palhies | Spectateurs : 2 000 Arbitrage : Sylvain Palhies |

### Groupe C
| Rang | Équipe  | Pts | J | G | Gt | P | Bp | Bc | Diff |
| ---- | ------- | --- | - | - | -- | - | -- | -- | ---- |
| 1    | Sénégal | 8   | 3 | 2 | 1  | 0 | 15 | 8  | +7   |
| 2    | Uruguay | 5   | 3 | 1 | 1  | 1 | 8  | 9  | -1   |
| 3    | Italie  | 3   | 3 | 1 | 0  | 2 | 13 | 12 | +1   |
| 4    | Japon   | 0   | 3 | 0 | 0  | 3 | 6  | 13 | -7   |

     Équipe qualifiée ou victorieuse; Pts = points; J = joués; G = gagnés; Gt = gagnés en prolongation ou aux tirs au but; P = perdus;

Bp = buts pour; Bc = buts contre; Diff = différence de buts
| 3 novembre 2007 11:00 (UTC-3) | Uruguay                                  | 3–2 a.p. | Italie                                      | Plage de Copacabana, Rio de Janeiro            |                                                |
|                               | Pampero 21e · Ricar 24e 24e · Matias 38e |          | Pasquali 6e · Palmacci 17e · Corosiniti 35e | Spectateurs : 6 000 Arbitrage : Pedro Infantes | Spectateurs : 6 000 Arbitrage : Pedro Infantes |
|                               | Rapport                                  |          |                                             | Spectateurs : 6 000 Arbitrage : Pedro Infantes | Spectateurs : 6 000 Arbitrage : Pedro Infantes |

| 3 novembre 2007 14:00 (UTC-3) | Japon                                    | 1–4 | Sénégal                                                                       | Plage de Copacabana, Rio de Janeiro           |                                               |
|                               | Takiguchi 6e · Yoshii 17e · Yamauchi 34e |     | Dieng 5e · Koukpaki 6e (pen.) 22e 33e · Sylla 17e · Dioum 17e · G.Mbengue 29e | Spectateurs : 2 000 Arbitrage : Waleed Al Ali | Spectateurs : 2 000 Arbitrage : Waleed Al Ali |
|                               | Rapport                                  |     |                                                                               | Spectateurs : 2 000 Arbitrage : Waleed Al Ali | Spectateurs : 2 000 Arbitrage : Waleed Al Ali |

| 5 novembre 2007 9:30 (UTC-3) | Italie                                                                                        | 6–3 | Japon                        | Plage de Copacabana, Rio de Janeiro              |                                                  |
|                              | Palmacci 5e · Maiorano 10e · Tiberi 21e · Pasquali 24e 25e 27e · Leghissa 26e · Fruzzetti 27e |     | Tabata 7e · Yamauchi 13e 22e | Spectateurs : 1 000 Arbitrage : Hernan Fernandez | Spectateurs : 1 000 Arbitrage : Hernan Fernandez |
|                              | Rapport                                                                                       |     |                              | Spectateurs : 1 000 Arbitrage : Hernan Fernandez | Spectateurs : 1 000 Arbitrage : Hernan Fernandez |

| 5 novembre 2007 12:30 (UTC-3) | Sénégal                                     | 5–2 | Uruguay                | Plage de Copacabana, Rio de Janeiro              |                                                  |
|                               | Diallo 3e · Sylla 15e · Koukpaki 8e 29e 32e |     | Parrillo 6e · Ricar 8e | Spectateurs : 1 000 Arbitrage : Franklin Quesada | Spectateurs : 1 000 Arbitrage : Franklin Quesada |
|                               | Rapport                                     |     |                        | Spectateurs : 1 000 Arbitrage : Franklin Quesada | Spectateurs : 1 000 Arbitrage : Franklin Quesada |

| 7 novembre 2007 11:00 (UTC-3) | Sénégal                                                                         | 6–5 a.p. | Italie                                                                   | Plage de Copacabana, Rio de Janeiro             |                                                 |
|                               | G.Mbengue 2e 19e · Koukpaki 8e 23e 39e · B.Mbengue 9e · Dioum 34e · Thioune 35e |          | Palmacci 1re 23e · Pasquali 8e (pen.) 10e · Maiorano 13e · Feudi 16e 29e | Spectateurs : 4 500 Arbitrage : Alberto Moreira | Spectateurs : 4 500 Arbitrage : Alberto Moreira |
|                               | Rapport                                                                         |          |                                                                          | Spectateurs : 4 500 Arbitrage : Alberto Moreira | Spectateurs : 4 500 Arbitrage : Alberto Moreira |

| 7 novembre 2007 14:00 (UTC-3) | Japon                         | 2–3 | Uruguay                                | Plage de Copacabana, Rio de Janeiro           |                                               |
|                               | Yamauchi 5e · Arakaki 17e 34e |     | Parrillo 1re · Ricar 33e · Pampero 35e | Spectateurs : 1 000 Arbitrage : George Postma | Spectateurs : 1 000 Arbitrage : George Postma |
|                               | Rapport                       |     |                                        | Spectateurs : 1 000 Arbitrage : George Postma | Spectateurs : 1 000 Arbitrage : George Postma |

### Groupe D
| Rang | Équipe              | Pts | J | G | Gt | P | Bp | Bc | Diff |
| ---- | ------------------- | --- | - | - | -- | - | -- | -- | ---- |
| 1    | Nigeria             | 7   | 3 | 1 | 2  | 0 | 14 | 12 | +2   |
| 2    | France              | 5   | 3 | 1 | 1  | 1 | 11 | 10 | +1   |
| 3    | Argentine           | 3   | 3 | 1 | 0  | 2 | 9  | 9  | 0    |
| 4    | Émirats arabes unis | 0   | 3 | 0 | 0  | 3 | 13 | 16 | -3   |

     Équipe qualifiée ou victorieuse; Pts = points; J = joués; G = gagnés; Gt = gagnés en prolongation ou aux tirs au but; P = perdus;

Bp = buts pour; Bc = buts contre; Diff = différence de buts
| 3 novembre 2007 9:30 (UTC-3) | Nigeria                                                          | 5–3 | Argentine                                                             | Plage de Copacabana, Rio de Janeiro             |                                                 |
|                              | Ibrahim 5e · Uhunmwangho 13e · Onigbo 16e 16e · Okemmiri 17e 22e |     | Casado 9e 19e · Paradisi 16e · S.Hilaire 23e 27e · Andrade 24e (pen.) | Spectateurs : 4 000 Arbitrage : István Mészáros | Spectateurs : 4 000 Arbitrage : István Mészáros |
|                              | Rapport                                                          |     |                                                                       | Spectateurs : 4 000 Arbitrage : István Mészáros | Spectateurs : 4 000 Arbitrage : István Mészáros |

| 3 novembre 2007 12:30 (UTC-3) | Émirats arabes unis                                               | 5–6 | France                                                                | Plage de Copacabana, Rio de Janeiro              |                                                  |
|                               | Bashir 5e 23e 26e · Sadeqi 20e 29e · Al Mesaabi 29e · Aljesmi 35e |     | Basquaise 4e 9e · Samoun 9e 13e 18e 22e 36e · Castro 10e · Ottavy 21e | Spectateurs : 3 000 Arbitrage : Renato De Carlos | Spectateurs : 3 000 Arbitrage : Renato De Carlos |
|                               | Rapport                                                           |     |                                                                       | Spectateurs : 3 000 Arbitrage : Renato De Carlos | Spectateurs : 3 000 Arbitrage : Renato De Carlos |

| 5 novembre 2007 11:00 (UTC-3) | Argentine                                                      | 4–2 | Émirats arabes unis                                                    | Plage de Copacabana, Rio de Janeiro         |                                             |
|                               | F.Hilaire 2e 21e 27e · Minici 15e · Casado 21e · E.Hilaire 22e |     | Al Mesaabi 5e 16e · I. Albalooshi 17e · K. Albalooshi 21e · Sadeqi 22e | Spectateurs : 1 000 Arbitrage : Ruben Eiriz | Spectateurs : 1 000 Arbitrage : Ruben Eiriz |
|                               | Rapport                                                        |     |                                                                        | Spectateurs : 1 000 Arbitrage : Ruben Eiriz | Spectateurs : 1 000 Arbitrage : Ruben Eiriz |

| 5 novembre 2007 14:00 (UTC-3) | France                                    | 3–3 a.p                        | Nigeria                                               | Plage de Copacabana, Rio de Janeiro             |                                                 |
|                               | Castro 13e · François 36e · Basquaise 36e |                                | Okpara 11e 20e · Onigbo 12e · Olawale 25e · Usman 33e | Spectateurs : 1 300 Arbitrage : Alberto Moreira | Spectateurs : 1 300 Arbitrage : Alberto Moreira |
|                               | Rapport                                   |                                |                                                       | Spectateurs : 1 300 Arbitrage : Alberto Moreira | Spectateurs : 1 300 Arbitrage : Alberto Moreira |
| François · Pérez · Samoun     | Tirs au but 2–3                           | Onigbo · Uhunmwangho · Olawale |                                                       | Spectateurs : 1 300 Arbitrage : Alberto Moreira | Spectateurs : 1 300 Arbitrage : Alberto Moreira |

| 7 novembre 2007 9:30 (UTC-3) | France                             | 2–2 a.p                 | Argentine                                  | Plage de Copacabana, Rio de Janeiro             |                                                 |
|                              | Basquaise 3e 26e 36e · François 6e |                         | E.Hilaire 18e · Minici 26e · Salgueiro 34e | Spectateurs : 5 000 Arbitrage : Erick Chavarria | Spectateurs : 5 000 Arbitrage : Erick Chavarria |
|                              | Rapport                            |                         |                                            | Spectateurs : 5 000 Arbitrage : Erick Chavarria | Spectateurs : 5 000 Arbitrage : Erick Chavarria |
| Castro · Pérez · François    | Tirs au but 2–1                    | Minici · López · Casado |                                            | Spectateurs : 5 000 Arbitrage : Erick Chavarria | Spectateurs : 5 000 Arbitrage : Erick Chavarria |

| 7 novembre 2007 12:30 (UTC-3) | Émirats arabes unis                                                                   | 6–6 a.p | Nigeria                                                           | Plage de Copacabana, Rio de Janeiro           |                                               |
|                               | Alabadla 9e 10e 23e · Albloushi 12e · Sadeqi 21e · K. Albalooshi 22e 24e · Bashir 35e |         | Okpara 4e 4e · Okemmiri 4e · Olawale 5e 7e (pen.) 15e · Usman 31e | Spectateurs : 1 000 Arbitrage : Ivo De Moraes | Spectateurs : 1 000 Arbitrage : Ivo De Moraes |
|                               | Rapport                                                                               |         |                                                                   | Spectateurs : 1 000 Arbitrage : Ivo De Moraes | Spectateurs : 1 000 Arbitrage : Ivo De Moraes |
| Bashir                        | Tirs au but 0–1                                                                       | Olawale |                                                                   | Spectateurs : 1 000 Arbitrage : Ivo De Moraes | Spectateurs : 1 000 Arbitrage : Ivo De Moraes |

## Phase finale

### Format et règlement
Le deuxième tour est disputé sur élimination directe et comprend des quarts de finale, des demi-finales, un match pour la troisième place et une finale. Les vainqueurs sont qualifiés pour le tour suivant, les perdants des demi-finales disputant le match pour la troisième place. Si les deux équipes sont à égalité à la fin du temps règlementaire, une prolongation de 3 minutes est jouée. Si les deux équipes sont toujours à égalité à la fin de la prolongation, le vainqueur est désigné par l'épreuve des tirs au but.

### Tableau
Les résultats des tirs au but sont marqués entre parenthèses.
|  | Quarts de finale                                     | Quarts de finale                                     | Quarts de finale                                      | Quarts de finale                                     |         |         | Demi-finales                                          | Demi-finales                                          | Demi-finales                                          | Demi-finales                                          |                                                       |                                                       | Finale                                                | Finale                                                | Finale                                                | Finale                                                |
|  |                                                      |                                                      |                                                       |                                                      |         |         |                                                       |                                                       |                                                       |                                                       |                                                       |                                                       |                                                       |                                                       |                                                       |                                                       |
|  | 8 novembre 2007, Plage de Copacabana, Rio de Janeiro | 8 novembre 2007, Plage de Copacabana, Rio de Janeiro | 8 novembre 2007, Plage de Copacabana, Rio de Janeiro  | 8 novembre 2007, Plage de Copacabana, Rio de Janeiro |         |         | 10 novembre 2007, Plage de Copacabana, Rio de Janeiro | 10 novembre 2007, Plage de Copacabana, Rio de Janeiro | 10 novembre 2007, Plage de Copacabana, Rio de Janeiro | 10 novembre 2007, Plage de Copacabana, Rio de Janeiro |                                                       |                                                       | 11 novembre 2007, Plage de Copacabana, Rio de Janeiro | 11 novembre 2007, Plage de Copacabana, Rio de Janeiro | 11 novembre 2007, Plage de Copacabana, Rio de Janeiro | 11 novembre 2007, Plage de Copacabana, Rio de Janeiro |
|  | 8 novembre 2007, Plage de Copacabana, Rio de Janeiro | 8 novembre 2007, Plage de Copacabana, Rio de Janeiro | 8 novembre 2007, Plage de Copacabana, Rio de Janeiro  | 8 novembre 2007, Plage de Copacabana, Rio de Janeiro |         |         | 10 novembre 2007, Plage de Copacabana, Rio de Janeiro | 10 novembre 2007, Plage de Copacabana, Rio de Janeiro | 10 novembre 2007, Plage de Copacabana, Rio de Janeiro | 10 novembre 2007, Plage de Copacabana, Rio de Janeiro |                                                       |                                                       | 11 novembre 2007, Plage de Copacabana, Rio de Janeiro | 11 novembre 2007, Plage de Copacabana, Rio de Janeiro | 11 novembre 2007, Plage de Copacabana, Rio de Janeiro | 11 novembre 2007, Plage de Copacabana, Rio de Janeiro |
|  | 1er gr.B                                             | Espagne                                              | 4                                                     | 4                                                    |         |         | 10 novembre 2007, Plage de Copacabana, Rio de Janeiro | 10 novembre 2007, Plage de Copacabana, Rio de Janeiro | 10 novembre 2007, Plage de Copacabana, Rio de Janeiro | 10 novembre 2007, Plage de Copacabana, Rio de Janeiro |                                                       |                                                       | 11 novembre 2007, Plage de Copacabana, Rio de Janeiro | 11 novembre 2007, Plage de Copacabana, Rio de Janeiro | 11 novembre 2007, Plage de Copacabana, Rio de Janeiro | 11 novembre 2007, Plage de Copacabana, Rio de Janeiro |
|  | 1er gr.B                                             | Espagne                                              | 4                                                     | 4                                                    |         |         | 10 novembre 2007, Plage de Copacabana, Rio de Janeiro | 10 novembre 2007, Plage de Copacabana, Rio de Janeiro | 10 novembre 2007, Plage de Copacabana, Rio de Janeiro | 10 novembre 2007, Plage de Copacabana, Rio de Janeiro |                                                       |                                                       | 11 novembre 2007, Plage de Copacabana, Rio de Janeiro | 11 novembre 2007, Plage de Copacabana, Rio de Janeiro | 11 novembre 2007, Plage de Copacabana, Rio de Janeiro | 11 novembre 2007, Plage de Copacabana, Rio de Janeiro |
|  | 2e gr.A                                              | Mexique                                              | 5                                                     | 5                                                    |         |         | 10 novembre 2007, Plage de Copacabana, Rio de Janeiro | 10 novembre 2007, Plage de Copacabana, Rio de Janeiro | 10 novembre 2007, Plage de Copacabana, Rio de Janeiro | 10 novembre 2007, Plage de Copacabana, Rio de Janeiro |                                                       |                                                       | 11 novembre 2007, Plage de Copacabana, Rio de Janeiro | 11 novembre 2007, Plage de Copacabana, Rio de Janeiro | 11 novembre 2007, Plage de Copacabana, Rio de Janeiro | 11 novembre 2007, Plage de Copacabana, Rio de Janeiro |
|  | 2e gr.A                                              | Mexique                                              | 5                                                     | 5                                                    | Mexique | Mexique | 5                                                     | 5                                                     |                                                       |                                                       |                                                       |                                                       | 11 novembre 2007, Plage de Copacabana, Rio de Janeiro | 11 novembre 2007, Plage de Copacabana, Rio de Janeiro | 11 novembre 2007, Plage de Copacabana, Rio de Janeiro | 11 novembre 2007, Plage de Copacabana, Rio de Janeiro |
|  | 8 novembre 2007, Plage de Copacabana, Rio de Janeiro |                                                      |                                                       |                                                      | Mexique | Mexique | 5                                                     | 5                                                     |                                                       |                                                       |                                                       |                                                       | 11 novembre 2007, Plage de Copacabana, Rio de Janeiro | 11 novembre 2007, Plage de Copacabana, Rio de Janeiro | 11 novembre 2007, Plage de Copacabana, Rio de Janeiro | 11 novembre 2007, Plage de Copacabana, Rio de Janeiro |
|  |                                                      |                                                      | Uruguay                                               | Uruguay                                              | 2       | 2       |                                                       |                                                       |                                                       |                                                       |                                                       |                                                       | 11 novembre 2007, Plage de Copacabana, Rio de Janeiro | 11 novembre 2007, Plage de Copacabana, Rio de Janeiro | 11 novembre 2007, Plage de Copacabana, Rio de Janeiro | 11 novembre 2007, Plage de Copacabana, Rio de Janeiro |
|  | 1er gr.D                                             | Nigeria                                              | Uruguay                                               | Uruguay                                              | 2       | 2       | 1                                                     | 1                                                     |                                                       |                                                       |                                                       |                                                       | 11 novembre 2007, Plage de Copacabana, Rio de Janeiro | 11 novembre 2007, Plage de Copacabana, Rio de Janeiro | 11 novembre 2007, Plage de Copacabana, Rio de Janeiro | 11 novembre 2007, Plage de Copacabana, Rio de Janeiro |
|  | 1er gr.D                                             | Nigeria                                              | 10 novembre 2007, Plage de Copacabana, Rio de Janeiro |                                                      |         |         | 1                                                     | 1                                                     |                                                       |                                                       |                                                       |                                                       | 11 novembre 2007, Plage de Copacabana, Rio de Janeiro | 11 novembre 2007, Plage de Copacabana, Rio de Janeiro | 11 novembre 2007, Plage de Copacabana, Rio de Janeiro | 11 novembre 2007, Plage de Copacabana, Rio de Janeiro |
|  | 2e gr.C                                              | Uruguay                                              | 3                                                     | 3                                                    |         |         |                                                       |                                                       |                                                       |                                                       |                                                       |                                                       | 11 novembre 2007, Plage de Copacabana, Rio de Janeiro | 11 novembre 2007, Plage de Copacabana, Rio de Janeiro | 11 novembre 2007, Plage de Copacabana, Rio de Janeiro | 11 novembre 2007, Plage de Copacabana, Rio de Janeiro |
|  | 2e gr.C                                              | Uruguay                                              | 3                                                     | 3                                                    | Mexique | Mexique | 2                                                     | 2                                                     |                                                       |                                                       |                                                       |                                                       |                                                       |                                                       |                                                       |                                                       |
|  | 8 novembre 2007, Plage de Copacabana, Rio de Janeiro |                                                      |                                                       |                                                      | Mexique | Mexique | 2                                                     | 2                                                     |                                                       |                                                       |                                                       |                                                       |                                                       |                                                       |                                                       |                                                       |
|  |                                                      |                                                      | Brésil                                                | Brésil                                               | 8       | 8       |                                                       |                                                       |                                                       |                                                       |                                                       |                                                       |                                                       |                                                       |                                                       |                                                       |
|  | 1er gr.A                                             | Brésil                                               | Brésil                                                | Brésil                                               | 8       | 8       | 10                                                    | 10                                                    |                                                       |                                                       |                                                       |                                                       |                                                       |                                                       |                                                       |                                                       |
|  | 1er gr.A                                             | Brésil                                               |                                                       |                                                      |         |         |                                                       |                                                       |                                                       |                                                       |                                                       |                                                       |                                                       |                                                       |                                                       |                                                       |
|  | 2e gr.B                                              | Portugal                                             | 7                                                     | 7                                                    |         |         |                                                       |                                                       |                                                       |                                                       |                                                       |                                                       |                                                       |                                                       |                                                       |                                                       |
|  | 2e gr.B                                              | Portugal                                             | 7                                                     | 7                                                    | Brésil  | Brésil  | 6                                                     | 6                                                     | Match pour la troisième place                         | Match pour la troisième place                         | Match pour la troisième place                         | Match pour la troisième place                         |                                                       |                                                       |                                                       |                                                       |
|  | 8 novembre 2007, Plage de Copacabana, Rio de Janeiro |                                                      |                                                       |                                                      | Brésil  | Brésil  | 6                                                     | 6                                                     | Match pour la troisième place                         | Match pour la troisième place                         | Match pour la troisième place                         | Match pour la troisième place                         |                                                       |                                                       |                                                       |                                                       |
|  |                                                      |                                                      | France                                                | France                                               | 2       | 2       |                                                       |                                                       | 11 novembre 2007, Plage de Copacabana, Rio de Janeiro | 11 novembre 2007, Plage de Copacabana, Rio de Janeiro | 11 novembre 2007, Plage de Copacabana, Rio de Janeiro | 11 novembre 2007, Plage de Copacabana, Rio de Janeiro |                                                       |                                                       |                                                       |                                                       |
|  | 1er gr.C                                             | Sénégal                                              | France                                                | France                                               | 2       | 2       | 3                                                     | 3                                                     | 11 novembre 2007, Plage de Copacabana, Rio de Janeiro | 11 novembre 2007, Plage de Copacabana, Rio de Janeiro | 11 novembre 2007, Plage de Copacabana, Rio de Janeiro | 11 novembre 2007, Plage de Copacabana, Rio de Janeiro |                                                       |                                                       |                                                       |                                                       |
|  | 1er gr.C                                             | Sénégal                                              |                                                       |                                                      |         |         |                                                       | 3                                                     |                                                       |                                                       | Uruguay                                               | Uruguay                                               | 2 (1)                                                 | 2 (1)                                                 |                                                       |                                                       |
|  | 2e gr.D                                              | France                                               | 6                                                     | 6                                                    |         |         |                                                       |                                                       |                                                       |                                                       | Uruguay                                               | Uruguay                                               | 2 (1)                                                 | 2 (1)                                                 |                                                       |                                                       |
|  | 2e gr.D                                              | France                                               | 6                                                     | 6                                                    | France  | France  | 2 (0)                                                 | 2 (0)                                                 |                                                       |                                                       |                                                       |                                                       |                                                       |                                                       |                                                       |                                                       |
|  |                                                      |                                                      |                                                       |                                                      |         |         |                                                       |                                                       |                                                       |                                                       |                                                       |                                                       |                                                       |                                                       |                                                       |                                                       |

### Quarts de finale
| 8 novembre 2007 9:30 (UTC-3) | Espagne                                                                                                 | 4–5 | Mexique                                                                                           | Plage de Copacabana, Rio de Janeiro               |                                                   |
|                              | Nico 8e 16e · Javi Alvarez 14e · Beiro 14e (pen.) · C.Torres 16e · J.Torres 24e · Juanma 25e · Adam 32e |     | Plata 1e 26e · Estrada 8e · Pozos 8e · Villalobos 16e (pen.) 18e 34e · Gonzales 18e · Salazar 32e | Spectateurs : 10 000 Arbitrage : Stephan Faessler | Spectateurs : 10 000 Arbitrage : Stephan Faessler |
|                              | Rapport                                                                                                 |     |                                                                                                   | Spectateurs : 10 000 Arbitrage : Stephan Faessler | Spectateurs : 10 000 Arbitrage : Stephan Faessler |

| 8 novembre 2007 11:00 (UTC-3) | Brésil                                                                                      | 10–7 | Portugal                                                      | Plage de Copacabana, Rio de Janeiro             |                                                 |
|                               | Sidney 2e 4e · André 11e 27e · Buru 12e 35e 36e · Daniel 13e 30e · Bruno 16e · Benjamin 36e |      | Marinho 1e · Madjer 1re 3e 27e 28e 34e · Alan 3e · Hernâni 5e | Spectateurs : 10 000 Arbitrage : Sergejus Slyva | Spectateurs : 10 000 Arbitrage : Sergejus Slyva |
|                               | Rapport                                                                                     |      |                                                               | Spectateurs : 10 000 Arbitrage : Sergejus Slyva | Spectateurs : 10 000 Arbitrage : Sergejus Slyva |

| 8 novembre 2007 12:30 (UTC-3) | Sénégal                                                 | 3–6 | France                                                                           | Plage de Copacabana, Rio de Janeiro            |                                                |
|                               | Thiaw 13e · Dieng 13e 21e · Diallo 26e · G. Mbengue 27e |     | Pérez 1re · Ottavy 3e · Aubry 13e · Ruggeri 17e · François 27e 33e · Tanagro 30e | Spectateurs : 6 000 Arbitrage : Juan Rodriguez | Spectateurs : 6 000 Arbitrage : Juan Rodriguez |
|                               | Rapport                                                 |     |                                                                                  | Spectateurs : 6 000 Arbitrage : Juan Rodriguez | Spectateurs : 6 000 Arbitrage : Juan Rodriguez |

| 8 novembre 2007 14:00 (UTC-3) | Nigeria                              | 1–3 | Uruguay                               | Plage de Copacabana, Rio de Janeiro          |                                              |
|                               | Okemmiri 18e · Isa 19e · Ibrahim 36e |     | Matias 29e · Ricar 34e · Parrillo 36e | Spectateurs : 1 000 Arbitrage : Fabio Polito | Spectateurs : 1 000 Arbitrage : Fabio Polito |
|                               | Rapport                              |     |                                       | Spectateurs : 1 000 Arbitrage : Fabio Polito | Spectateurs : 1 000 Arbitrage : Fabio Polito |

### Demi-finales
| 10 novembre 2007 9:30 (UTC-3) | Mexique                                | 5–2 | Uruguay      | Plage de Copacabana, Rio de Janeiro             |                                                 |
|                               | Plata 1re 20e 32e 35e · Villalobos 36e |     | Ricar 4e 24e | Spectateurs : 10 000 Arbitrage : Sergejus Slyva | Spectateurs : 10 000 Arbitrage : Sergejus Slyva |
|                               | Rapport                                |     |              | Spectateurs : 10 000 Arbitrage : Sergejus Slyva | Spectateurs : 10 000 Arbitrage : Sergejus Slyva |

| 10 novembre 2007 11:00 (UTC-3) | Brésil                                       | 6–2 | France                    | Plage de Copacabana, Rio de Janeiro              |                                                  |
|                                | Buru 1re 2e · Bruno 9e 16e · Betinho 33e 34e |     | Pérez 1re · Basquaise 35e | Spectateurs : 10 000 Arbitrage : István Mészáros | Spectateurs : 10 000 Arbitrage : István Mészáros |
|                                | Rapport                                      |     |                           | Spectateurs : 10 000 Arbitrage : István Mészáros | Spectateurs : 10 000 Arbitrage : István Mészáros |

### Match pour la3eplace
| 11 novembre 2007 9:30 (UTC-3) | Uruguay                   | 2–2   | France                                                  | Plage de Copacabana, Rio de Janeiro           |                                               |
|                               | Pampero 6e 30e · Coco 31e |       | Basquaise 1re 10e · Pérez 9e · Belamri 31e · Castro 33e | Spectateurs : 10 000 Arbitrage : Fabio Polito | Spectateurs : 10 000 Arbitrage : Fabio Polito |
|                               | Rapport                   |       |                                                         | Spectateurs : 10 000 Arbitrage : Fabio Polito | Spectateurs : 10 000 Arbitrage : Fabio Polito |
| Ricar                         | Tirs au but 1–0           | Pérez |                                                         | Spectateurs : 10 000 Arbitrage : Fabio Polito | Spectateurs : 10 000 Arbitrage : Fabio Polito |

### Finale
| 11 novembre 2007 11:00 (UTC-3) | Mexique                                                     | 2–8 | Brésil                                                                                      | Plage de Copacabana, Rio de Janeiro          |                                              |
|                                | Villalobos 14e · Pozos 18e · Oscar Gonzalez 18e · Plata 36e |     | André 9e 28e · Bruno 11e 16e · Benjamin 14e · Júnior Negão 18e 36e · Buru 19e · Betinho 22e | Spectateurs : 10 000 Arbitrage : Ruben Eiriz | Spectateurs : 10 000 Arbitrage : Ruben Eiriz |
|                                | Rapport                                                     |     |                                                                                             | Spectateurs : 10 000 Arbitrage : Ruben Eiriz | Spectateurs : 10 000 Arbitrage : Ruben Eiriz |

## Statistiques, classements et buteurs

### Nombre d'équipes par confédération et par tour
| Confédération | Phase de groupes | Quarts de finale | Demi-finales | Finale | Victoire |
| ------------- | ---------------- | ---------------- | ------------ | ------ | -------- |
| CONMEBOL      | 3                | 2                | 2            | 1      | 1        |
| CONCACAF      | 2                | 1                | 1            | 1      |          |
| UEFA          | 5                | 3                | 1            |        |          |
| CAF           | 2                | 2                |              |        |          |
| AFC           | 3                |                  |              |        |          |
| OFC           | 1                |                  |              |        |          |
| Total         | 16               | 8                | 4            | 2      | 1        |

### Ballon d'or du meilleur joueur
| Place              | Joueur |
| ------------------ | ------ |
| Médaille d'or      | Buru   |
| Médaille d'argent  | Madjer |
| Médaille de bronze | Plata  |

### Soulier d'or du meilleur buteur
Le Soulier d'or est attribué au meilleur buteur de la compétition. 
| Place              | Joueur       | Buts | Passes |
| ------------------ | ------------ | ---- | ------ |
| Médaille d'or      | Buru         | 10   | 1      |
| Médaille d'argent  | Plata        | 9    | 0      |
| Médaille de bronze | Bruno Malias | 8    | 2      |
| 4                  | Madjer       | 8    | 0      |

### Autres récompenses
Le Prix du fair-play de la FIFA est attribué à l'équipe ayant fait preuve du plus bel esprit sportif et du meilleur comportement. Le Brésil remporte ce prix.

### Classement du tournoi
| Place              | Équipe              |
| ------------------ | ------------------- |
| Médaille d'or      | Brésil              |
| Médaille d'argent  | Mexique             |
| Médaille de bronze | Uruguay             |
| 4                  | France              |
| 5                  | Sénégal             |
| 6                  | Nigeria             |
| 7                  | Espagne             |
| 8                  | Portugal            |
| 9                  | Russie              |
| 10                 | Italie              |
| 11                 | Argentine           |
| 12                 | Iran                |
| 13                 | États-Unis          |
| 14                 | Émirats arabes unis |
| 15                 | Japon               |
| 16                 | Salomon             |